# Lisocromo
Um lisocromo é um corante solúvel usado para coloração bioquímica de triglicerídeos, ácidos graxos e lipoproteínas. Corantes com tais características podem ser chamados de lisocrômicos. Lisocromos tais como os corantes Sudan III e Sudan IV ligam-se ao lipídio em um substrato e destacam-no ao microscópio como regiões coloridas. O corante não se liga a quaisquer outros substratos, então uma quantificação ou qualificação da presença de lipídios pode ser obtida.
Os corantes lisocromos são utilizados em odontologia, em queiloscopia, na classificação da comissuras labiais.